# کوسم-پروشکی
کوسم-پروشکی (به لهستانی:  Kosmy-Pruszki) یک روستا در لهستان است که در گمینا سونگسک واقع شده‌است. کوسم-پروشکی  ۵۸ نفر جمعیت دارد.